# Va Fan Fahre
Va Fan Fahre is een Belgische fanfare die werd opgericht in 2003 en vooral klezmer speelde. Later werden Balkaninvloeden en Arabische elementen aan de muziek toegevoegd. 
Het debuutalbum Romski Robbery dateert uit 2005. De Marokkaanse muzikant Aicha Haskal speelde mee op het tweede album 'Zet je maar', wat de aanleiding vormde voor de band om brassband en Arabische en Ethiopische muziek te mengen op het derde album Al Wa' Debt. Dat album werd in 2010 uitgebracht. Het album eindigde op de 68ste plaats van de World Music Charts Europe 2010.
De band speelde onder meer op Mano Mundo, Festival Dranouter, Sfinks en Festival der Kulturen.
Nummers van Va Fan Fahre werden opgenomen op verschillende compilatiealbums, waaronder Gypsy Garden Vol. 2 (Lola’s World Records), Flamundo! Vol. 2, 3 en 4, Balkanbeats Vol. 2 (Eastblok Music). 

## Discografie
- Romski Robbery (2005, Zephyrus Records)
- Zet Je Maar (2007, Zephyrus Records)
- Al Wa' Debt (2010, Zephyrus Records)